# 친지술꼬리쥐
친지술꼬리쥐(Eliurus antsingy)는 붉은숲쥐과에 속하는 설치류의 일종이다. 마다가스카르섬 서부와 북부 지역의 토착종이다. 건조림에서 주로 관찰된다. 삼림 벌채로 서식지가 크게 위협을 받고 있다.